# 6159 Andréseloy
6159 Andréseloy è un asteroide della fascia principale. Scoperto nel 1991, presenta un'orbita caratterizzata da un semiasse maggiore pari a 2,2913125 UA e da un'eccentricità di 0,0625562, inclinata di 6,86046° rispetto all'eclittica.